# 5×2
5×2 (Pětkrát dva) je francouzský hraný film z roku 2004, který režíroval François Ozon podle vlastního scénáře. Film zobrazuje pět významných událostí v životě manželského páru, vyprávěného v opačném sledu: rozvod, večírek, narození dítěte, svatba a seznámení. V jednotlivých příbězích je naznačeno, jak se oba manželé postupně odcizují.

## Děj
- Příběh první: Marion a Gilles žijí v Paříži a mají rozvodové stání u soudu, kde jsou právě rozvedeni. Poté jdou do hotelu, kde spolu ještě mají sex.
- Příběh druhý: Manželé pozvou na večer k sobě domů Gillesova bratra Christopha, který je gay, s jeho novým přítelem Mathieum. Při večeři si povídají o nevěře a Gilles se přizná, že byl Marion nevěrný a to dokonce i s mužem. Po večírku je Gilles velmi skeptický ohledně trvalosti svazku jeho bratra a o mnoho mladšího Mathia, s čímž Marion nesouhlasí.
- Příběh třetí: Marion je v porodnici a protože má komplikace, musejí jí vyvolat předčasný porod. Gilles přesto zůstane v práci a do nemocnice přijde až mnohem později. Zde už na něj čeká Marionina matka a ukazuje mu dítě v inkubátoru. Gilles odejde z nemocnice aniž by Marion viděl a zavolá jí až pozdě večer.
- Příběh čtvrtý: Marion a Gilles mají svatbu v malém hotelu na venkově. Večer jdou na pokoj, kde Gilles okamžitě usne. Marion se jde projít do okolí. Zde potká Američana, který bydlí v hotelu, a který ji svede.
- Příběh pátý: Gilles je na dovolené se svou přítelkyní Valérií v italském přímořském letovisku. Ve stejném hotelu se ubytuje rovněž Marion. Společně se potkají na pláži a dají se spolu do řeči, neboť se znají letmo z minulosti ze zaměstnání.

## Obsazení
| Valeria Bruni Tedeschiová | Marion     |
| Stéphane Freiss           | Gilles     |
| Géraldine Pailhas         | Valérie    |
| Françoise Fabian          | Monique    |
| Michael Lonsdale          | Bernard    |
| Antoine Chappey           | Christophe |
| Marc Ruchmann             | Mathieu    |
| Jason Tavassoli           | Američan   |